# The Boys Next Door
The Boys Next Door – australijski zespół postpunkowy, który zmieniał kilka razy nazwę, lecz przez pewien dłuższy okres nazywał się Concrete Vulture. Pod nazwą The Boys Next Door istniał w latach: 1976-1980, będąc pierwszym wcieleniem swego o wiele bardziej znanego następcy czyli zespołu The Birthday Party. Twórczość Boys Next Door powstawała na bazie fascynacji muzyków zespołami rocka, bluesa, country a także fali glam rocka. Należały do nich m.in. John Lee Hooker, Jay Hawkins, Lou Reed, The Velvet Underground, Johnny Cash, Pink Floyd, Deep Purple, Procol Harum, MC5, The Stooges, The Ramones, Roxy Music, Alice Cooper czy David Bowie. Niektóre piosenki tych wykonawców były przez Boys Next Door przerabiane na tzw. „covery”.
Pod szyldem „The Boys Next Door” wydano dwa pierwsze albumy, jeden minialbum oraz kilka singli. W późniejszych czasach uznano, że drugi album jest pod względem stylistycznym bardziej przynależny do The Birthday Party. W związku z tym, obecnie, drugi album zespołu, wydany w 1980 roku, a zatytułowany właśnie „The Birthday Party” (w późniejszych latach wydawany ponownie m.in. w 1988 r. jako kompilacja Hee How (EP)/The Birthday Party (LP) przez 4AD jest przypisywany zespołowi The Birthday Party.

## Historia
Początki powstania zespołu sięgają wczesnych lat 70. XX wieku, kiedy to Nick Cave wstąpił do Caulfield Grammar School w Melbourne. Będąc w trzeciej klasie (tj. około 1973 r.) Cave założył swój pierwszy zespół o nazwie „Concrete Vulture” werbując do składu poznanych w szkole: Johna Cochiverę (gitara), Micka Harveya (gitara), Philla Calverta (perkusja) i Bretta Purcella (gitara basowa). Nazwa zespołu zmieniała się z pięć czy sześć razy w ciągu roku, jednakże „Concrete Vulture” zachowała się przez dłuższy czas. Concrete Vulture zagrał kilka koncertów na różnych imprezach szkolnych. Umiejętności członków gry na instrumentach muzycznych były na bardzo niskim poziomie, jedynie z nich potrafili dobrze grać: Phill Calvert – na perkusji i John Cochivera – na gitarze.
W 1976 r. „Concrete Vulture” zmienili nazwę na The Boys Next Door”. Skład zespołu nadal był ten sam, jednak nie na długo, gdyż jeszcze tego samego roku doszło do zmian personalnych. Zespół opuścił Purcell, na krótki okres też zaprzestał grania Harvey. Wystąpiły również problemy z Cochiverą, który ostatecznie miał wyjechać do wujka do Ameryki celem leczenia psychiatrycznego. Nowym członkiem grupy, uczącym się grania na gitarze basowej, stał się przyjaciel Cave’a – Tracy Pew. W sierpniu 1977 r. (kiedy to punk wstrząsnął całą australijską scenę rockową) The Boys Next Door jako punkrockowa grupa, dała swój pierwszy koncert w Melbourne, w sali parafialnej ojca Micka Harveya. Dwa tygodnie później tj. 19 sierpnia 1977 r. The Boys Next Door dali poważny drugi koncert wraz z The Reals, miejscem którego było Swinburne Technical Collage. Wtedy w składzie grał już Mick Harvey na gitarze. Podczas koncertu zespół cechował się stylem, finezją i całkiem przyzwoitą grą (zwrócono uwagę na talent muzyczny Traceya Pew i Micka Harveya ). Trzeci występ The Boys Next Door odbył się w pubie w Melbourne, jako supportującej grupy dla The Keith Glass Band. Kolejny szereg koncertów do listopada 1977znacząco ustabilizował repertuar The Boys Next Door. Na początku 1978 roku do ojczystego kraju wrócił Johny Cochivera. Cochivera napisał jeszcze z Boys Next Door kilka utworów, lecz do zespołu nie wrócił, ze względu na inne, odmienne gitarowe inspiracje, jak też ponowny wyjazd do Ameryki. Tego samego roku do grupy dołączył Rowland S. Howard (założyciel The Obsessions, później The Young Charlatans). Rowland S. Howard należał do społeczności Swinburne Technical Collage, ponadto recenzował albumy muzyczne dla RAM, jednocześnie pisywał artykuły do fanzina Pulp, należącego do Bruce’a Milne. To dzięki Howardowi – Nick Cave poznał Anitę Lane, która później została jego dziewczyną. Rok 1978, to też dla zespołu bardzo duża fala granych koncertów w Melbourne (i jednego zagranego w Sydney).
W 1978 r. The Boys Next Door po raz pierwszy zarejestrowało swoje utwory na składance wydanej przez wytwórnię Suicide – Lethal Weapons wraz z innymi grupami tj.: The Teenage Radio Stars, JAB, Wasted Daze, X-Ray-Z, Survivors i The Negatives. Na Lethal Weapons znalazły się trzy numery muzyczne Boys Next Doorsów, a mianowicie: These Boots Are Made For Walking, Boy Hero jak też Masturbation Ganeration. W tym samym miesiącu marcu br. grupa doczekała się singla These Boots Are Made For Walking/Boy Hero. Wreszcie w maju 1979 r. nakładem Muschrom Records ukazał się pierwszy album The Boys Next Door pt. Door, Door. Podczas nagrywania płyty realizatorem i inżynierem dźwięku był Tony Cohen (znany jest ze współpracy przy albumach: The Birthday Party i Nick Cave and The Bad Seeds). W lipcu 1979 The Boys Next Door u boku tegoż samego Tony Cohena, tym razem dla Missing Link nagrało minialbum pt. Hee Haw. Rok 1979 był bardzo owocnym rokiem dla kapeli Boys Next Door, gdyż poza wydawnictwami muzycznymi kwintet dał 75 koncertów, w tym zagrał z The Stranglers i Crime And The City Solution. Ostatni koncert pod nazwą „The Boys Next Door” został zagrany w dniu 28 lutego 1980 roku w Melbourne, podczas którego formacja rozprowadzała darmowy singiel pt. Happy Birthday/Riddlehouse, wydany tego samego miesiąca b.r.
Z końcem lutego 1980 r. muzycy wyjechali do Wielkiej Brytanii. W Anglii rozpoczął się nowy etap zespołu, konsekwentnie zespół zmienił nazwę na nową „The Birthday Party”. W Australii natomiast w listopadzie 1980 roku wytwórnia Missink Link wydała kolejny album jako kompilacyjny The Boys Next Door/The Birthday Party. Poza Boys Next Door jego realizacją i produkcją zajął się wspomniany Tony Cohen a także Keith Glass. Utwory zostały nagrane w Richmond Recorders na przełomie sierpnia i września 1979 oraz stycznia i lutego 1980.

## Skład zespołu[7]
Wczesne lata 70. do 1975 – (Concrete Vulture)
- Nick Cave – śpiew
- John Cochivera – gitara
- Mick Harvey – gitara
- Brett Purcell – gitara basowa
- Phill Calvert – perkusja

Rok 1976 – (The Boys Next Door)
- Nick Cave – śpiew
- John Cochivera – gitara
- Mick Harvey – gitara
- Brett Purcell – gitara basowa
- Phill Calvert – perkusja

Lata 1977 – (The Boys Next Door)
- Nick Cave – śpiew
- Mick Harvey – gitara
- Tracy Pew – gitara basowa
- Phill Calvert – perkusja

1978- 1980 – (The Boys Next Door)
- Nick Cave – śpiew
- Mick Harvey – gitara
- Rowland S. Howard gitara
- Tracy Pew – gitara basowa
- Phill Calvert – perkusja

## Dyskografia[1][8]
- Lethal Weapons (LP, różni wykonawcy, w tym The Boys Next Door, 1978)
- These Boot Are Made For Walking (singiel, 1978)
- Door, Door (LP, 1979)
- Shivers/Dive Position (singiel, 1979)
- Scatterbrain (singiel, 1979)
- Hee Haw (minialbum, 1979)
- Happy Birthday/Riddlehouse (singiel, 1980)
- The Boys Next Door/The Birthday Party (LP, kompilacyjny, 1980)